# Igreja Matriz de Pombeiro da Beira
A Igreja Matriz de Pombeiro da Beira (séc. XVII) é um templo católico localizado em Pombeiro da Beira, Município de Arganil, Distrito de Coimbra.

## Características
A Igreja Matriz de Pombeiro da Beira foi provavelmente fundada em tempo bastante anterior, mas a sua configuração atual data da reconstrução do primeiro quartel do século XVII, tendo a inauguração ocorrido em 1622.
Dedicada a São Salvador, a igreja é bastante sóbria tanto exterior como interiormente, apresentando três naves divididas por quatro arcadas sustentadas por colunas toscanas e teto de madeira. 
A capela-mor integra um retábulo do século XVII, em talha policromada; à sua direita localiza-se o túmulo – em estilo manuelino de Mateus da Cunha (7º senhor de Pombeiro), do primeiro quartel do século XVI; anterior à reconstrução seiscentista atribuído a Diogo Pires-o-Moço,  mandado executar pela 9.ª Senhora de Pombeiro, D. Maria de Bryteiros da Cunha, e classificado como Monumento Nacional (Decreto n.º 30 762, DG, I Série, n.º 225, de 26-09-1940 / Decreto n.º 33 587, DG, I Série, n.º 63, de 27-03-1944).
Do espólio pertencente à igreja podem destacar-se ainda um conjunto de alfaias do século XVI, oferecidas pelo 6.º senhor de Pombeiro D. João Alvares da Cunha, e um sacrário em pedra de Ançã, talvez da autoria de João de Ruão.

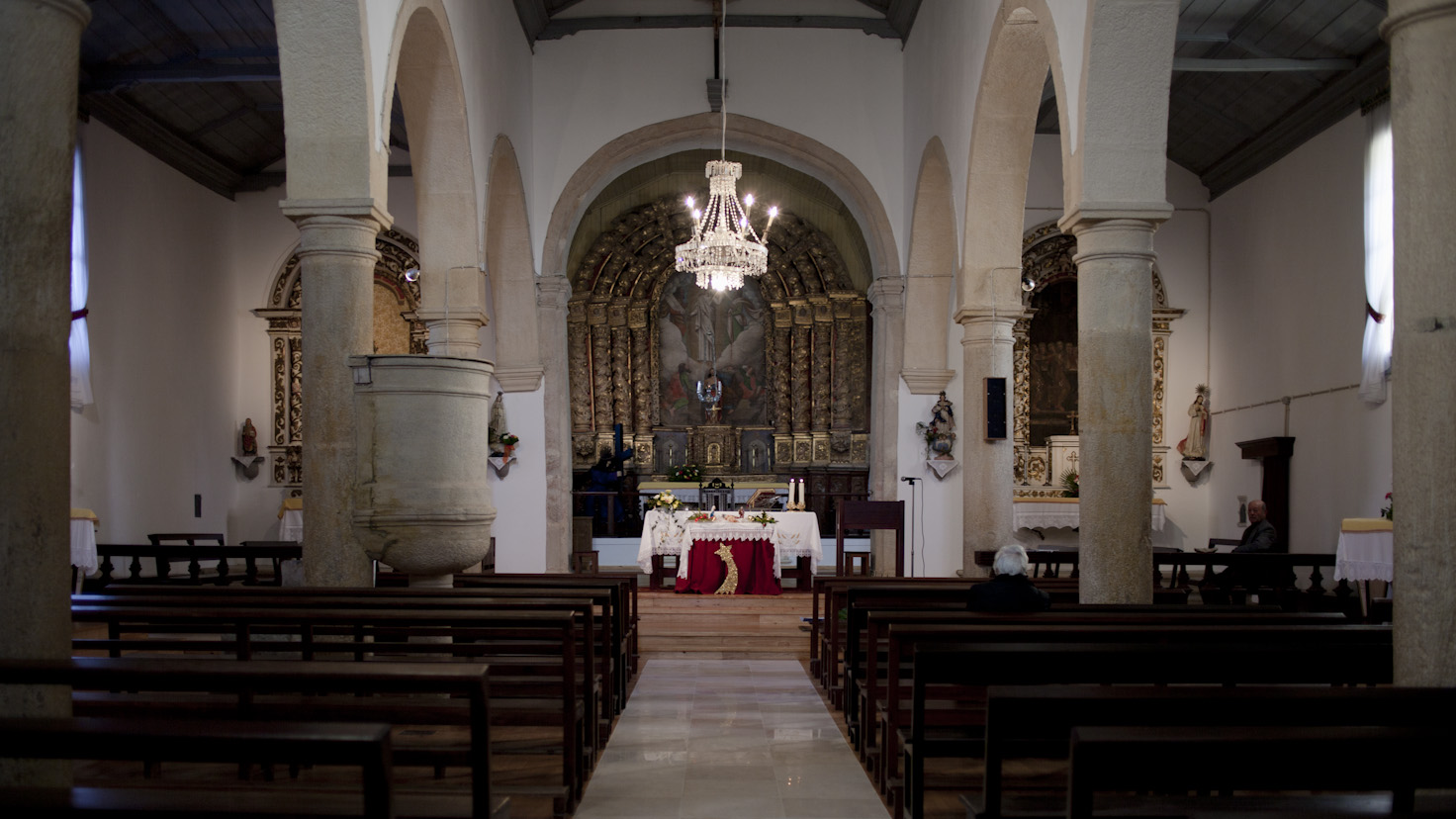
Interior
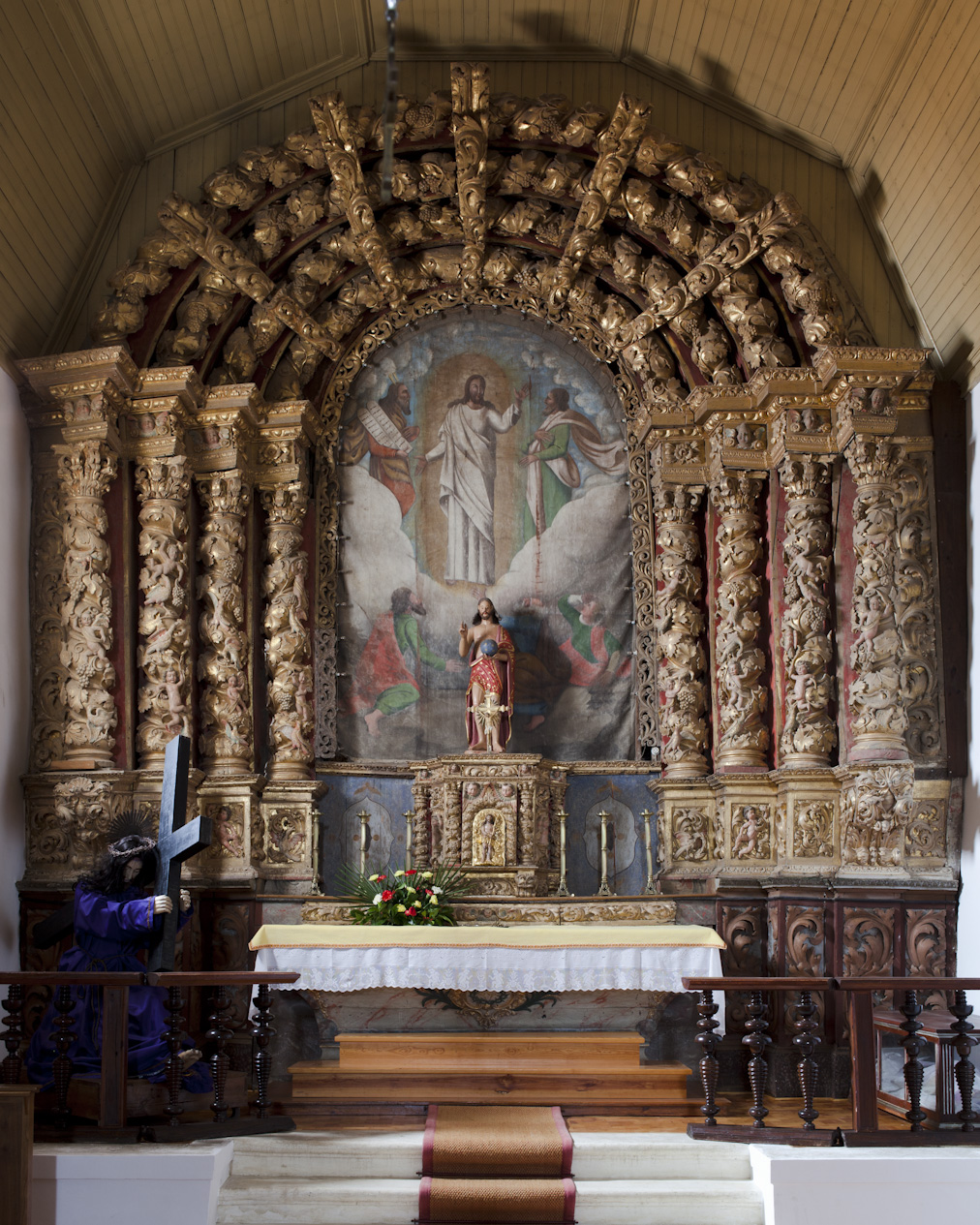
Retábulo da capela-mor
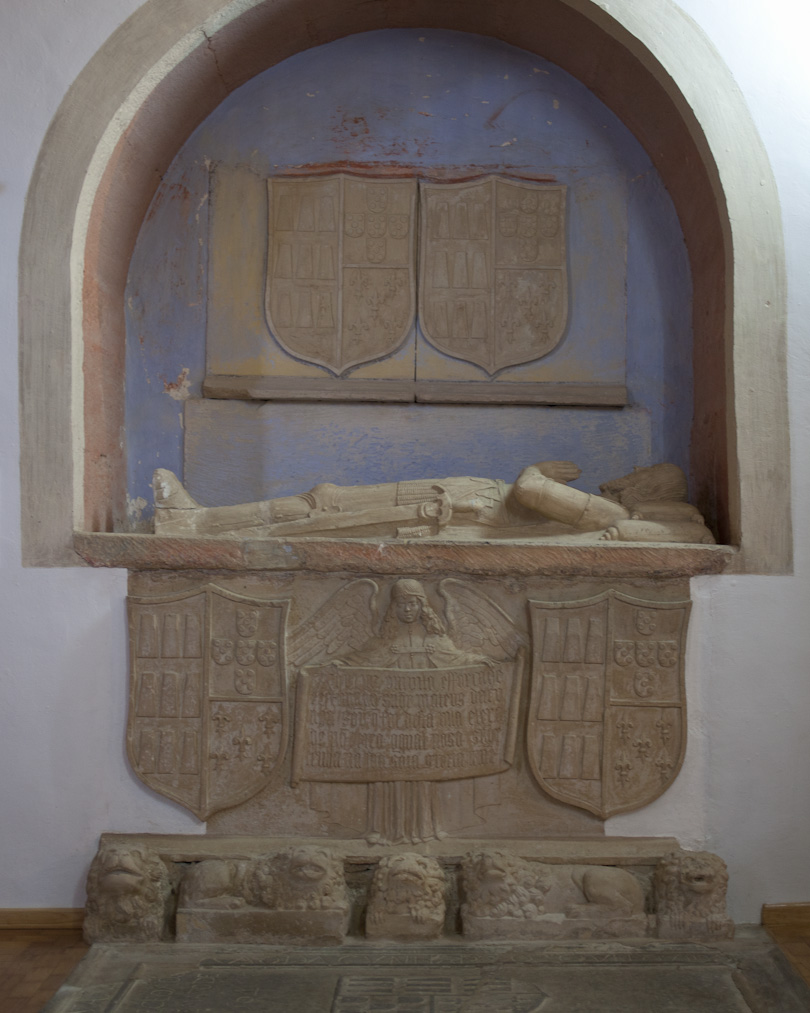
Diogo Pires-o-Moço, Túmulo de Mateus da Cunha, 7º Senhor de Pombeiro